# Planiplax
Planiplax is een geslacht van libellen (Odonata) uit de familie van de korenbouten (Libellulidae).

## Soorten
Planiplax omvat 5 soorten:
- Planiplax arachne Ris, 1912
- Planiplax erythropyga (Karsch, 1891)
- Planiplax machadoi Santos, 1949
- Planiplax phoenicura Ris, 1912
- Planiplax sanguiniventris (Calvert, 1907)